# Polina Rahimova
Polina Rahimova (Polina Rəhimova; Fergana, 5 de junho de 1990), é uma voleibolista uzbeque naturalizada azeri que atua na posição de oposto. É considerada por fãs e pela crítica especializada, como uma das melhores atacantes e uma das melhores opostas do cenário mundial. Em maio de 2017 após muita especulação, assinou contrato com o clube turco Fenerbahçe para a temporada 2017-2018.
No dia 12 de dezembro de 2015, em jogo válido pela segunda divisão do campeonato japonês, Rahimova marcou 58 pontos e estabeleceu o recorde de pontos em uma só partida na modalidade.

## Carreira
Rahimova apesar de pertencer a uma família de militares ucranianos, nasceu na cidade uzbeque de Fergana. Desde muito cedo influenciada por sua irmã mais velha, a também jogadora de vôlei Olga Doronina, a praticar vôlei. Com 16 anos mudou-se para o Azerbaijão onde obteve a cidadania azeri, bem como estreou na seleção nacional em 2007, a convite do treinador Faig Garayev. Seu primeiro clube profissional foi o Azerrail Baku.

## Clubes
| Temporada          | Equipe/Clube                                                          | País          |
| ------------------ | --------------------------------------------------------------------- | ------------- |
| 2005/06 - 2006/07  | Nəqliyyatçı VK                                                        | Azerbaijão    |
| 2007/08 - 2013/14  | Azərreyl Baku                                                         | Azerbaijão    |
| 2014/15 - 2014/15  | Suvon Hyundai Engineering & Construction Hillstate Equipe de Voleibol | Coreia do Sul |
| 2015/16 - 2016/17  | Toyota Auto Body Queenseis                                            | Japão         |
| 2017/18 - 2017/18  | Fenerbahçe Voleibol Feminino                                          | Turquia       |
| 2018/19 - 2018/19  | Èpiù Pomì Casalmaggiore                                               | Itália        |
| 2018/19 - 2018/19  | Türk Hava Yolları SK                                                  | Turquia       |
| 2019/20 - 2020/21  | Sesi Vôlei Bauru                                                      | Brasil        |
| 2021/22 - 2021/22  | VBC Trasporti Pesanti Casalmaggiore                                   | Itália        |
| 2021/22 - 2021/22  | Geleximco Thái Bình                                                   | Vietname      |
| 2022/23 - 2022/23  | Kuzeyboru                                                             | Turquia       |
| 2022/23 - 2022/23  | Hoa Chat Duc Giang Tia Sang                                           | Vietname      |
| 2023/24 - 2023/24  | Karayolları Spor Kulübü                                               | Turquia       |
| 2023/24 - 2023/24  | Gresik Petrokimia                                                     | Indonésia     |
| 2023/24 - presente | Osasco/São Cristóvão Saúde                                            | Brasil        |